# گورزوف
گورزوف (به لاتین: Gurzuf) یک منطقهٔ مسکونی در روسیه است که در شهرداری یالتا واقع شده‌است. گورزوف ۸٬۹۳۳ نفر جمعیت دارد و ۳۰ متر بالاتر از سطح دریا واقع شده‌است.